# Liste des monuments historiques d'Ensisheim
Ce tableau présente la liste de tous les monuments historiques de Ensisheim (Haut-Rhin), classés ou inscrits.

## Monuments historiques
Selon la base Mérimée, il y a 12 monuments historiques à Ensisheim, inscrits ou classés.
| Monument | Adresse                                | Coordonnées                      | Notice         | Protection | Date      | Illustration |
| --- | -------------------------------------- | -------------------------------- | -------------- | ---------- | --------- | --- |
| Cimetière Saint-Martin statue du Christ, croix encastrée, pierres tombales encastrées                                                 | Faubourg Saint-Martin                  | 47° 51′ 46″ nord, 7° 21′ 44″ est | « PA00085419 » | Inscrit    | 1935      | Cimetière Saint-Martinstatue du Christ, croix encastrée, pierres tombales encastrées                                                 |
| Collège des Jésuites façades et toitures sur rues et sur cours, piliers, ancien cellier                                               | 49, rue de la Première-Armée-Française | 47° 51′ 55″ nord, 7° 21′ 04″ est | « PA00085420 » | Inscrit    | 1987      | Collège des Jésuitesfaçades et toitures sur rues et sur cours, piliers, ancien cellier                                               |
| Hôtel de la Couronne façades sur rue et sur cour, toiture                                                                             | 47, rue de la Première-Armée-Française | 47° 51′ 55″ nord, 7° 21′ 09″ est | « PA00085422 » | Inscrit    | 1935      | Hôtel de la Couronnefaçades sur rue et sur cour, toiture                                                                             |
| Hôtel de l'Intendant d'Alsace (ancienne école des Filles, hôtel de ville) façades, toitures, tour d'escalier avec ses portes palières | 6, place de l'Église                   | 47° 51′ 58″ nord, 7° 21′ 08″ est | « PA00085758 » | Inscrit    | 1990      | Hôtel de l'Intendant d'Alsace (ancienne école des Filles, hôtel de ville)façades, toitures, tour d'escalier avec ses portes palières |
| Hôtel particulier corps principal | 16, rue de la Première-Armée-Française | 47° 51′ 55″ nord, 7° 21′ 14″ est | « PA00085423 » | Inscrit    | 1994      | Hôtel particuliercorps principal |
| Ancien Palais de la Régence Ancien hôtel de ville                                                                                     | Place de l'Église                      | 47° 51′ 55″ nord, 7° 21′ 07″ est | « PA00085421 » | Classé     | 1898      | Ancien Palais de la RégenceAncien hôtel de ville                                                                                     |
| Maison porte | 1, place de l'Église                   | 47° 51′ 55″ nord, 7° 21′ 09″ est | « PA00085424 » | Inscrit    | 1935      | Maisonporte |
| Maison façade sur rue avec oriel | 4, rue de l'Église                     | 47° 51′ 56″ nord, 7° 21′ 12″ est | « PA00085425 » | Inscrit    | 1935      | Maisonfaçade sur rue avec oriel |
| Maison porte de la tourelle d'escalier                                                                                                | 12, rue de l'Église                    | 47° 51′ 58″ nord, 7° 21′ 12″ est | « PA00085426 » | Inscrit    | 1935      | Maisonporte de la tourelle d'escalier                                                                                                |
| Maison porte d'entrée, balcon | 13, rue de la Première-Armée-Française | 47° 51′ 55″ nord, 7° 21′ 18″ est | « PA00085427 » | Inscrit    | 1935      | Maisonporte d'entrée, balcon |
| Maison Turenne tourelle d'escalier, portail d'entrée                                                                                  | 19, rue du Rempart                     | 47° 51′ 59″ nord, 7° 21′ 15″ est | « PA00085428 » | Inscrit    | 1935      | Maison Turennetourelle d'escalier, portail d'entrée                                                                                  |
| Système fortifié urbain ancien système fortifié avec fossés, levées de terre et motte castrale                                        |                                        | 47° 51′ 51″ nord, 7° 21′ 23″ est | « PA68000002 » | Inscrit    | 1996 1999 | Image manquante Téléverser |

## Mobiliers historiques
Selon la base Palissy, il y a 1 objet monument historique à Ensisheim.
| Monument historique              | Localisation                    | Protection | Date de la protection | Référence            | Photo |
| -------------------------------- | ------------------------------- | ---------- | --------------------- | -------------------- | ----- |
| groupe sculpté : Vierge de Pitié | église paroissiale Saint-Martin | classé     | 1989                  | Notice no PM68000519 |       |